# أوغستين أرغوت
أوغستين أرغوت (بالإسبانية: Agustín Argote)‏ (11 سبتمبر 1925 – 9 أغسطس 1996) هو ملاكم إسبانيا راحل، مثّل بلاده في الألعاب الأولمبية الصيفية 1948.

## روابط خارجية
أوغستين أرغوت على موقع بوكس ريك (الإنجليزية) (registration required)
- أوغستين أرغوت على موقع اللجنة الأولمبية الدولية (الإنجليزية)
- أوغستين أرغوت على موقع أوليمبيديا (الإنجليزية)
- أوغستين أرغوت على موقع اللجنة الأولمبية الإسبانية (الإسبانية)